# Región de Tarapacá
La región de Tarapacá es una de las dieciséis regiones en que se divide la República de Chile. Su capital es Iquique. Ubicada en el extremo norte del país —norte grande—, limita al norte con la región de Arica y Parinacota, al este con los departamentos de Oruro y Potosí pertenecientes a Bolivia, al sur con la región de Antofagasta y al oeste con el océano Pacífico.
Cuenta con una superficie de 42 225,8 km² y una población al 2017 de 330 558 habs. La región está compuesta por las provincias de El Tamarugal e Iquique, y la capital regional es la ciudad de Iquique, que junto con Alto Hospicio forman el área metropolitana Alto Hospicio-Iquique cuya población alcanza los 299 843 habs.

## Historia

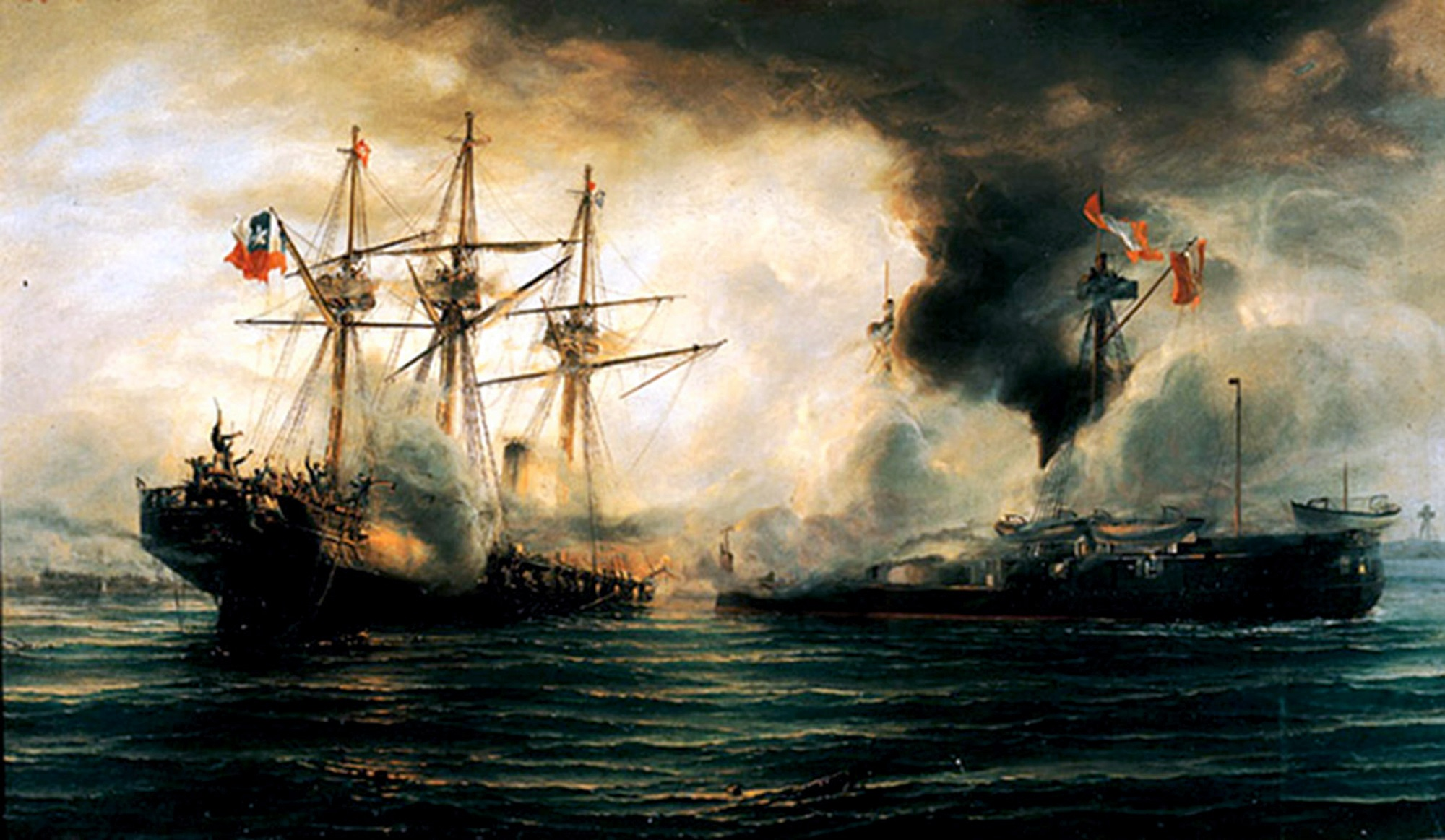
Combate naval de Iquique.

Esta región ha sido habitada por varias poblaciones indígenas, destacándose la cultura Chinchorro hace más de 10 000 años. Posteriormente, fue habitada por grupos nómadas, recolectores y pescadores. A la llegada del invasor Inca, el territorio de la región estaba ocupado por Changos en todo el sector costero, Aymaras en el sector cordillerano y Atacameños en el sur, en especial en cercanía el río Loa. La invasión Inca fue exitosa, anexionando la región al Imperio. Luego de la conquista española, el territorio fue administrado por el Virreinato del Perú, hasta 1824 donde pasó de manos españolas a pertenecer a la República del Perú hasta 1879 durante la guerra del Pacífico.
Fray Antonio Rendón Sarmiento celebraría la primera misa el día de San Lorenzo en San Lorenzo de Tarapacá, pequeño pueblo que actualmente no supera los 100 habitantes y que se encuentra en medio del desierto. Con la independencia del Perú en 1821, la región conformó el departamento de Arequipa, luego el departamento de Moquegua en 1857 para finalmente obtener la categoría de departamento de Tarapacá en 1877.
Durante la guerra del Pacífico en 1879, el ejército chileno invade el departamento peruano de Tarapacá, convirtiéndose la zona en sede de los principales combates; el inicio de los diversos enfrentamientos se da con la Batalla de Arica el 7 de junio de 1880. Tras esas batallas, Chile controló los territorios y empezó el proceso de colonización.
El Tratado de Ancón (1884) estableció la entrega a perpetuidad del departamento de Tarapacá a Chile, y la administración temporal de las provincias de Arica y Tacna, hasta la realización de un plebiscito. Este plebiscito nunca se realizó, sino que se firmó el Tratado de Lima de 1929 que permitió la devolución de Tacna al Perú y la cesión definitiva de Arica a Chile. El tratado también define que Chile no podrá ceder la soberanía de la región sin previa consulta al Perú.

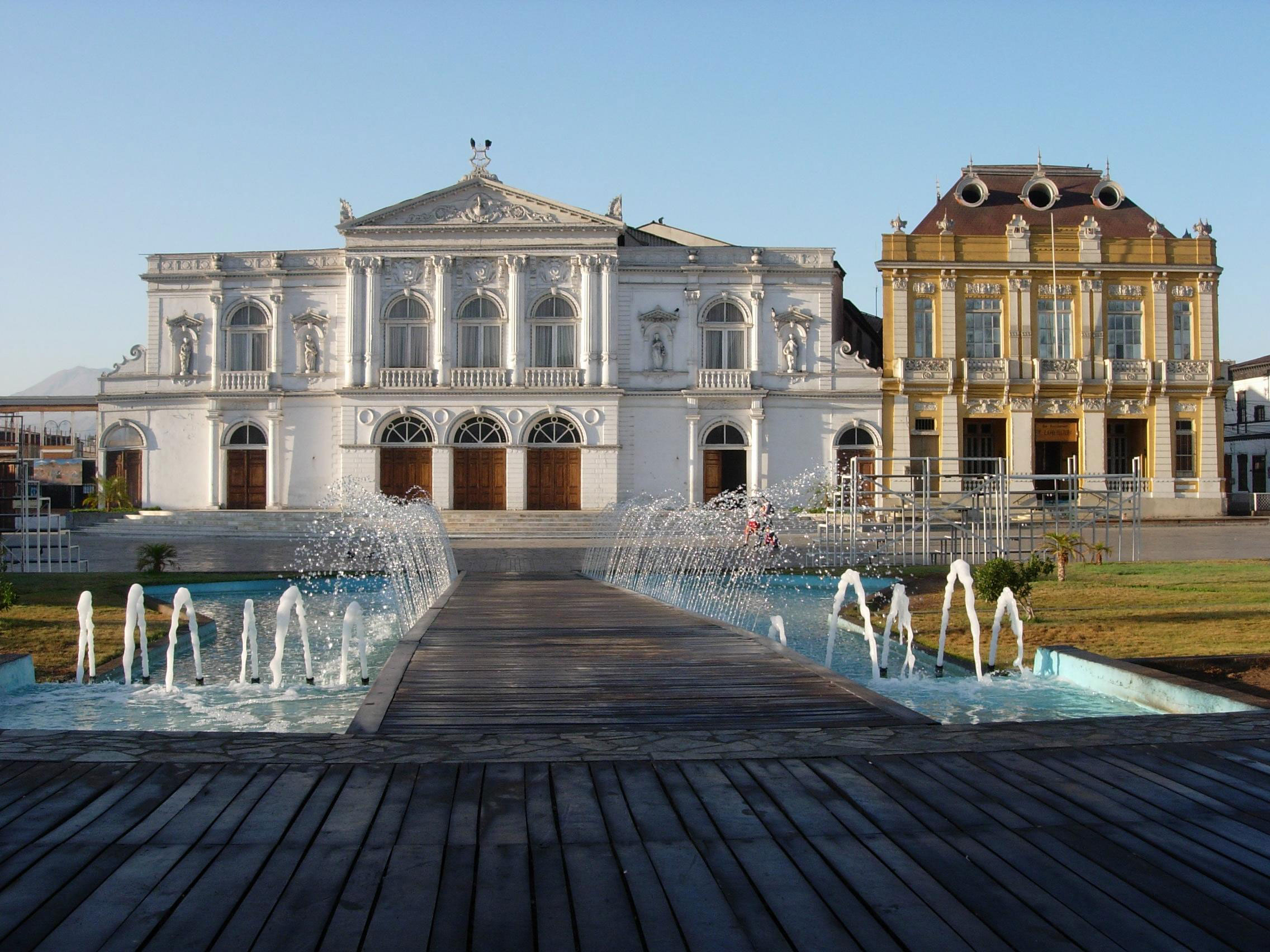
Teatro Municipal de Iquique, construido durante el auge salitrero.

La explotación salitrera permitió el desarrollo de la zona. Pisagua e Iquique se convirtieron en grandes puertos y nacieron diversas oficinas salitreras. La economía floreció y el auge salitrero reportó una gran cantidad de ingresos para el Estado chileno entre fines del siglo XIX y comienzos del siglo XX. Sin embargo, la mayoría de las empresas estaban en manos europeas y norteamericanas, y los trabajadores estaban en un sistema cruel y explotador. Se realizaron varias protestas en las cuales los trabajadores y sus familias exigían sueldos y condiciones de vida dignas, la protesta más significativa fue realizada por los trabajadores, de distintas nacionalidades, los cuales descienden en 1907 a la escuela Santa María para presionar a las autoridades locales a ayudar a su causa, sin embargo, fueron asesinados por unidades militares Matanza de la Escuela Santa María de Iquique (1907). Pero el auge acabó a mediados de los años veinte con la creación del salitre sintético, produciéndose un caos económico en la región, hambruna y el cierre de miles de las pequeñas ciudadelas que se extendieron en todo el desierto.
A mediados del año 2005, un fuerte terremoto, con epicentro en las cercanías del poblado de Camiña, asoló los pequeños pueblos del interior, con una magnitud de 7,9 grados en la escala de Richter.
La existencia de dos grandes ciudades disputándose el liderazgo en la región, ha provocado una eterna rivalidad entre Arica e Iquique. Esto generó la creación de la región de Arica y Parinacota, que integra las provincias de Arica y Parinacota, mientras que la antigua provincia de Iquique se dividió en dos. La ley N°20175 fue promulgada el 23 de marzo de 2007, por la presidenta Michelle Bachelet, en la ciudad de Arica, y entró en vigor el 8 de octubre de 2007. El 9 de octubre en un acto realizado en la antigua oficina salitrera Santiago Humberstone, entró en vigor la provincia del Tamarugal.

## Gobierno y administración

### División político-administrativa
Desde 2007, la región de Tarapacá, que tiene por capital a la ciudad de Iquique, para efectos del gobierno y administración interior, se divide en 2 provincias.
- Provincia de Iquique, cuya capital es Iquique.
- Provincia del Tamarugal, cuya capital es Pozo Almonte.

Mientras que estas dos provincias se subdividen en siete comunas ―Huara, Camiña, Colchane, Pica, Pozo Almonte, Alto Hospicio y Iquique―.
| \| Provincia \| Capital \| Comuna \| \| ------------ \| ------------ \| ------------- \| \| Iquique \| Iquique \| Alto Hospicio \| \| Iquique \| Iquique \| Iquique \| \| El Tamarugal \| Pozo Almonte \| Camiña \| \| El Tamarugal \| Pozo Almonte \| Colchane \| \| El Tamarugal \| Pozo Almonte \| Huara \| \| El Tamarugal \| Pozo Almonte \| Pica \| \| El Tamarugal \| Pozo Almonte \| Pozo Almonte \| | Huara Camiña Colchane Pica Pozo Almonte Alto Hospicio Iquique |               |
| Provincia | Capital                                                       | Comuna        |
| Iquique | Iquique                                                       | Alto Hospicio |
| Iquique | Iquique                                                       | Iquique       |
| El Tamarugal | Pozo Almonte                                                  | Camiña        |
| El Tamarugal | Pozo Almonte                                                  | Colchane      |
| El Tamarugal | Pozo Almonte                                                  | Huara         |
| El Tamarugal | Pozo Almonte                                                  | Pica          |
| El Tamarugal | Pozo Almonte                                                  | Pozo Almonte  |

### Autoridades
La administración de la región del poder ejecutivo radica en el Gobierno Regional de Tarapacá, constituido por el Gobernador de Tarapacá y por el Consejo Regional, además de contar con la presencia del Delegado Presidencial de Tarapacá y el Delegado presidencial provincial del Tamarugal, representantes del gobierno central del país.
Para los efectos de la administración local, las provincias están divididas a su vez en siete comunas ―Huara, Camiña, Colchane, Pica, Pozo Almonte, Alto Hospicio y Iquique― en total regidas por su respectiva municipalidad.
El poder legislativo se encuentra representado y dividido territorialmente a través de la 2.º circunscripción senatorial del Senado de Chile constituido por dos senadores y el 2.º distrito electoral de la Cámara de Diputados compuesto por tres diputados, los cuales representan a las comunas de Huara, Camiña, Colchane, Pica, Pozo Almonte, Alto Hospicio e Iquique.

#### Gobernador Regional
- José Miguel Carvajal Gallardo (Ind-PPD)

#### Delegado Presidencial Regional
- Ivonne Donoso Olivares (PS)

#### Delegado Presidencial Provincial
- Tamarugal: Camila Castillo Guerrero (FA)

#### Alcaldes
| Comuna        | Alcalde                  | Partido | Comuna       | Alcalde                     | Partido |
| ------------- | ------------------------ | ------- | ------------ | --------------------------- | ------- |
| Alto Hospicio | Patricio Ferreira Rivera | PDC     | Iquique      | Mauricio Soria Macchiavello | Ind-PPD |
| Camiña        | Evelyn Mamani Viza       | Ind.    | Pica         | Iván Infante Chacón         | Ind-RN  |
| Colchane      | Teófilo Mamani García    | Ind.    | Pozo Almonte | Richard Godoy Aguirre       | PDC     |
| Huara         | José Bartolo Vinaya      | UDI     |              |                             |         |

#### Parlamentarios

##### Senadores
| Circunscripción | Senadores                                  | Partido |
| --------------- | ------------------------------------------ | ------- |
| 2               | Jorge Soria Quiroga Luz Ebensperger Orrego | PPD UDI |

##### Diputados
| Distrito | Diputados                                                               | Partido          |
| -------- | ----------------------------------------------------------------------- | ---------------- |
| 2        | Renzo Trisotti Martínez Matías Ramírez Pascal Danisa Astudillo Peiretti | Ind-PRCh PCCh PS |

#### Secretarías regionales ministeriales
| Hacienda                            | Sin Secretaría Regional     | Sin Secretaría Regional |
| Seguridad Pública                   | Ana María Peralta Cáceres   | PCCh                    |
| Gobierno                            | Rodrigo Vargas Briones      | PR                      |
| Economía, Fomento y Turismo         | Jorge Aliro Julio           | PPD                     |
| Desarrollo Social y Familia         | Cristian Jara Salvatierra   | Ind.                    |
| Educación                           | Liliana Valenzuela (s)      | PS                      |
| Justicia y Derechos Humanos         | Pablo Valenzuela Ramírez    | FA                      |
| Trabajo y Previsión Social          | Ignacio Prieto Henríquez    | PS                      |
| Obras Públicas                      | Juan Papic Vilca            | PPD                     |
| Salud                               | David Valle Mancilla        | FA                      |
| Vivienda y Urbanismo                | Diego Rebolledo Flores      | Ind.                    |
| Bienes Nacionales                   | Osvaldo Ardiles Álvarez     | FA                      |
| Agricultura                         | Eduardo Justo Cruces        | FRVS                    |
| Minería                             | Wladimir Astudillo Castillo | FA                      |
| Transporte y Telecomunicaciones     | Pedro Medalla Salinas       | PS                      |
| Energía                             | Séfora Sidgman Zuleta       | PCCh                    |
| Medio Ambiente                      | Yerko Lima Montecinos       | Ind.                    |
| Deporte                             | Vania Llantén Moreno        | PCCh                    |
| Mujer y Equidad de Género           | Noemí Salinas Polanco       | FA                      |
| Culturas, las Artes y el Patrimonio | Rose-Marie Acuña            | FA                      |

## Geografía y clima
Tiene una superficie de 42 225 km², que en términos de extensión es similar a la de Suiza.
Debido a su ubicación, es una región de características desérticas. Su geografía está compuesta por 5 franjas longitudinales demarcadas claramente. Las llanuras costeras son escasísimas y casi inexistentes, a excepción de Iquique, debido a la presencia de la cordillera de la Costa, que nace en el cerro Camaraca, a 30 kilómetros al sur de la línea de la Concordia, en la vecina Región de Arica y Parinacota. Esta cordillera no tiene grandes alturas pero cae abruptamente al mar. La Depresión intermedia alcanza unos 40 kilómetros de ancho y 500 de longitud. Entre las quebradas se forman las denominadas pampas, siendo la de mayor extensión la pampa del Tamarugal. Esta zona marca el inicio del desierto de Atacama.
La cordillera de los Andes se divide en dos brazos: uno oriental que recorre Bolivia y el Occidental que pasa por Chile. Acá se encuentran algunos volcanes que se elevan sobre los 5000 metros de altitud, como el Isluga. El altiplano, que se ubica entre los cordones oriental y occidental, posee un promedio de 4.000 metros de altitud. Aquí se encuentra la Laguna Quantija y salares como los de Huasco y Coposa, y bofedales. En ellas existe una gran biodiversidad, destacándose animales como las llamas, guanacos, vicuñas, alpacas y flamencos, y flora como la llareta. La altitud genera en muchas personas el llamado mal de altura o puna, debido a la presión atmosférica más baja que la que están acostumbrados.
El clima es notoriamente diferente entre la costa, las pampas y el altiplano. En la costa, las temperaturas son templadas debido al efecto producido por el mar, manteniéndose durante todo el año entre 20° y 25.º El altiplano presenta cambios muy bruscos de temperatura, variando desde los 30° de temperatura en el día a los -30° durante la noche. En el desierto ocurre algo semejante, pero nunca con temperaturas tan bajas. Las precipitaciones son prácticamente nulas, pero las pocas existentes ocurren normalmente en la puna andina durante el verano austral (febrero). Este efecto es conocido como invierno altiplánico o alta de Bolivia
En el sector costero las temperaturas son gratas, con variaciones diarias y estacionales poco marcadas. Hacia el interior, considerando como desierto absoluto, la sequedad atmosférica es extrema y las oscilaciones térmicas diarias son muy amplias.
En la Región se distinguen 4 tipos de cuencas, las Cuencas altiplánicas de Chile (algunas ramificadas hacia Bolivia), las cuencas exorreicas ubicadas en su extremo norte (quebrada de Camiña) o sur (cuenca del río Loa y salar de Llamara), la gran cuenca endorreica de la Pampa del Tamarugal y su zona costera con las cuencas costeras entre Tilviche y Loa.: 16 
Es la Región chilena con la mayor cantidad de plantas desaladoras según el catastro nacional de plantas y proyectos de desalinización de agua de mar en Chile:
| Nombre de la planta                      | Empresa                                | Uso            | Capacidad (l/s) | Observaciones                                                |
| ---------------------------------------- | -------------------------------------- | -------------- | --------------- | ------------------------------------------------------------ |
| Desaladora Tocopilla                     | Grupo EPM                              | agua potable   | 75              | en operación                                                 |
| Tocopilla                                | Norgener                               | industrial     | 25              | en operación                                                 |
| CTT Tocopilla                            | Engie                                  | industrial     | 22              | en operación                                                 |
| Desaladora Distrito Norte                | CODELCO                                | minería        | 1956            | evaluación ambiental aprobada con perspectivas de licitación |
| Minera Antucoya                          | Antofagasta Minerals                   | minería        | 30              | en operación                                                 |
| Michilla                                 | Haldeman Mining Company S.A.           | minería        | 70              | en operación                                                 |
| Minera Sierra Gorda                      | KGHM Internacional                     | minería        | 63              | en operación                                                 |
| Distrito Centinela (Esperanza+El Tesoro) | Antofgasta Minerals                    | minería        | 50              | en operación                                                 |
| Mejillones                               | Empresa Eléctrica Cochrane Spa         | industrial     | 56              | en operación                                                 |
| Distrito Minero Centinela Etapas I y II  | Antofagasta Minerals                   | minería        | 140             | evaluación ambiental aprobada con perspectivas de licitación |
| Spence Growth Option (SGO)               | BHP                                    | minería        | 1000            | en operación                                                 |
| Mejillones                               | GasAtacama                             | industrial     | 30              | en operación                                                 |
| Angamos                                  | Eléctrica Angamos SpA                  | industrial     | 56              | en operación                                                 |
| Desaladora Norte - Antofagasta           | Grupo EPM                              | agua potable   | 1053            | en operación                                                 |
| Desaladora Antofagasta                   | Grupo EPM                              | agua potable   | 634             | en construcción o pronta a operar                            |
| Planta 0 y ampliaciones EWS y EWSE       | BHP                                    | minería        | 3958            | en operación                                                 |
| Cramsa                                   | Compañía Regional Aguas Marítimas S.A. | multipropósito | 8000            | proyecto en evaluación preliminar                            |

### Demografía

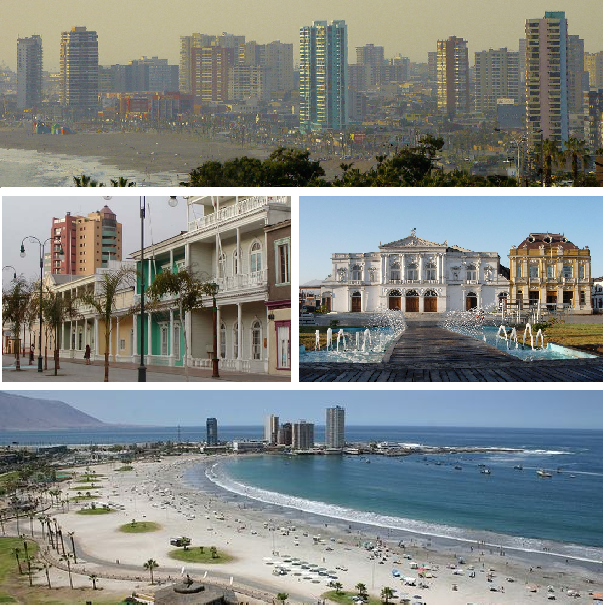
Iquique

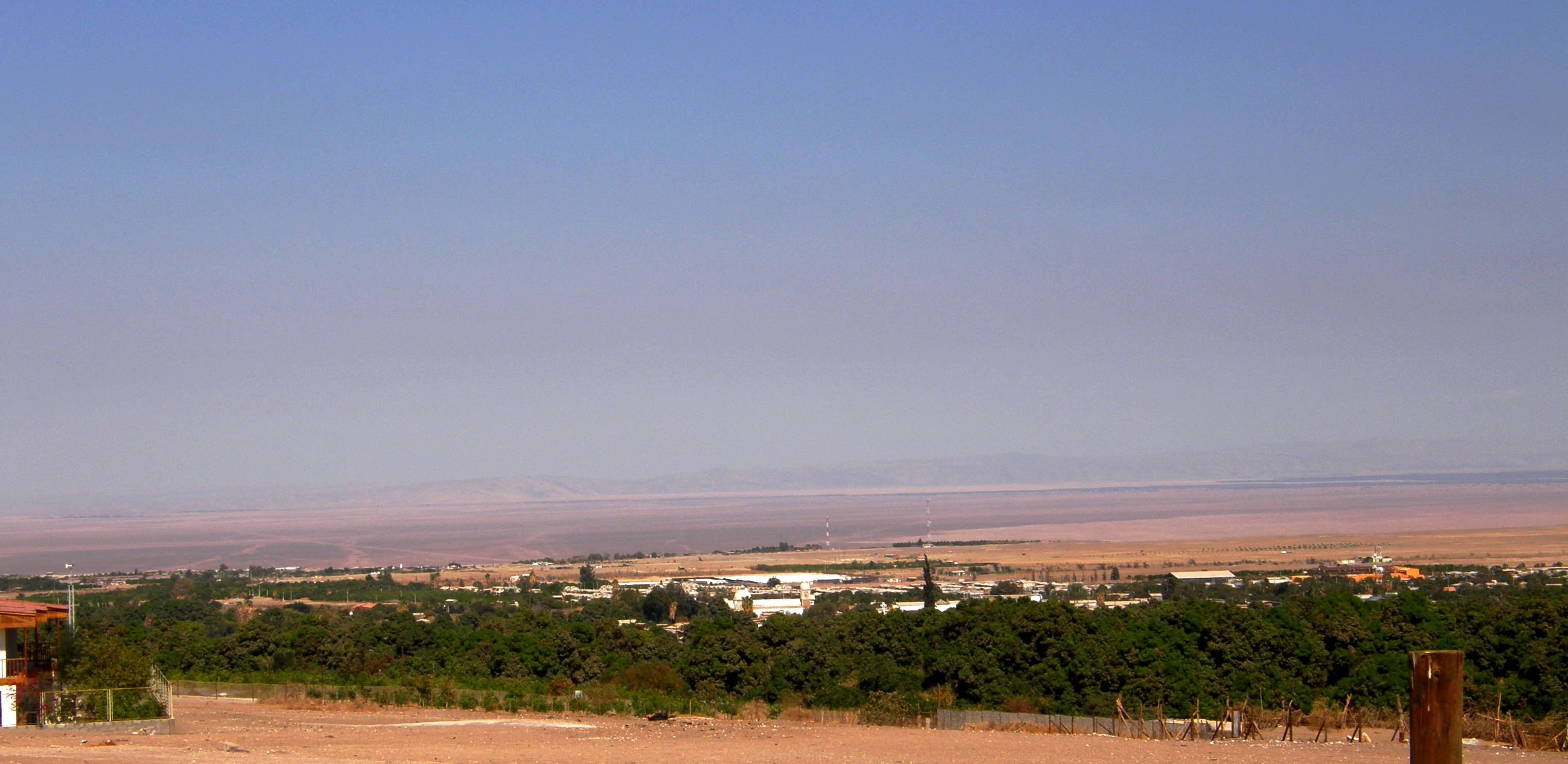
Pica

Según los datos aportados por el censo de 2017 del INE, la región está poblada por 330 558 habitantes. Su densidad alcanza a los 5,65 habitantes por km².
La ciudad que registró mayor crecimiento de población en la región fue Iquique, que alcanzó los 196 562 habitantes.
A nivel de ciudades, las más pobladas censo (2024) son:
- Iquique, con 199 587 habitantes
- Alto Hospicio, 142 086 habitantes.

| \| Comuna \| Población (2024) \| \| ------------- \| ---------------- \| \| Iquique \| 199.587 \| \| Alto Hospicio \| 142.086 \| \| Pozo Almonte \| 16.878 \| \| Pica \| 6.272 \| \| Huara \| 2.858 \| \| Camiña \| 1.335 \| \| Colchane \| 790 \| Fuente: Censo2024 |                  |
| Comuna | Población (2024) |
| Iquique | 199.587          |
| Alto Hospicio | 142.086          |
| Pozo Almonte | 16.878           |
| Pica | 6.272            |
| Huara | 2.858            |
| Camiña | 1.335            |
| Colchane | 790              |

### Indicadores básicos (serie histórica)
A continuación se presenta la serie histórica de indicadores básicos de la región de Tarapacá:
| Año  | Nacimientos | Defunciones | Tasa bruta de natalidad | Tasa bruta de mortalidad | Tasa global de fecundidad |
| ---- | ----------- | ----------- | ----------------------- | ------------------------ | ------------------------- |
| 1997 | 4571        | 889         | 20,8                    | 4                        | 2,61                      |
| 1998 | 4782        | 946         | 21                      | 4,1                      | 2,63                      |
| 1999 | 4834        | 946         | 20,4                    | 4                        | 2,58                      |
| 2000 | 4701        | 916         | 19,1                    | 3,7                      | 2,43                      |
| 2001 | 4787        | 991         | 19                      | 3,9                      | 2,42                      |
| 2002 | 4467        | 1026        | 17,2                    | 3,9                      | 2,21                      |
| 2003 | 4571        | 1040        | 17,2                    | 3,9                      | 2,22                      |
| 2004 | 4583        | 1127        | 16,8                    | 4,1                      | 2,18                      |
| 2005 | 4776        | 1092        | 17,1                    | 3,9                      | 2,23                      |
| 2006 | 4761        | 1070        | 16,6                    | 3,7                      | 2,17                      |
| 2007 | 5017        | 1156        | 17,1                    | 3,9                      | 2,23                      |
| 2008 | 5287        | 1199        | 17,6                    | 4                        | 2,29                      |

Fuente: I.N.E. (Chile)

## Economía
La economía de la región se basa principalmente en la extracción de recursos naturales, especialmente Minería y pesca comercial. En 2018, la cantidad de empresas registradas en la región de Tarapacá fue de 8.896. El Índice de Complejidad Económica (ECI) en el mismo año fue de -1,14, mientras que las actividades económicas con mayor índice de Ventaja Comparativa Revelada (RCA) fueron Fabricación de Acumuladores de Pilas y Baterías Primarias (44,53), Actividades del Poder Judicial (24,67) y Reparación de Cojinetes, Engranajes, Trenes de Engranajes y Piezas de Transmisión (21,67).
A fines del siglo XIX la principal riqueza de esta región era el salitre, siendo a la vez el principal producto exportador de la nación. Actualmente, la extracción de cobre es la que lidera este sector tras la puesta en marcha de los proyectos mineros, Quebrada Blanca y Cerro Colorado.
También destacan la extracción de otro tipo de minerales, como la sal en el yacimiento de Punta de Lobos (el más importante de Chile) y la diatomita.
La abundancia de recursos pesqueros (especialmente anchoveta y jurel) ha convertido a este rubro en una de las principales fuentes de ingresos. Sin embargo, el efecto de la Fenómeno del Niño ha producido grandes pérdidas en este ámbito.
La agricultura y ganadería son casi nulas, debido a la aridez de las tierras. Sin embargo, existen ciertos cultivos en las zonas de quebradas, especialmente aceitunas, cítricos y mangos, además de la ganadería de auquénidos.
La Zona Franca de Iquique (ZOFRI) ha provocado el progreso del desarrollo comercial, especialmente en la venta de automóviles y productos tecnológicos, algo muy atrayente para gran cantidad de chilenos.
La actividad turística es muy importante, debido a poseer algunas de las mejores playas del país, la temperatura de sus aguas, la belleza del altiplano andino. Posee uno de los mejores desarrollos turísticos a nivel nacional. Destacan el casino de Iquique, la playa Cavancha en la costa de la ciudad y las antiguas oficinas salitreras de Humberstone y Santa Laura, en las cercanías de la capital regional, declaradas recientemente Patrimonio de la Humanidad.

## Relaciones internacionales
La Región de Tarapacá es sede de una serie de instituciones de relaciones internacionales, tales como la Unidad Regional de Asuntos Internacionales (URAI) del Gobierno Regional de Tarapacá en Iquique, encargada del análisis y gestión de las relaciones bilaterales y multilaterales de la región con los países vecinos de Perú y Bolivia, América Latina y el resto del mundo, la Comisión de Turismo, Patrimonio y Relaciones Internacionales del Consejo Regional de Tarapacá, la oficina regional en Iquique del Servicio Nacional de Migraciones, la oficina regional en Iquique de la Dirección General de Promoción de Exportaciones (ProChile), el Departamento de Migraciones y Policía Internacional de la Policía de Investigaciones en Iquique, y las Oficinas de Migrantes de la Municipalidad de Iquique y Municipalidad de Alto Hospicio.
En materia de relaciones internacionales y educación, los principales actores dentro de la Región de Tarapacá son la Dirección General de Relaciones Internacionales y el Instituto de Estudios Internacionales de la Universidad Arturo Prat, el que cuenta con los programas de formación de posgrado de Doctorado en Estudios Transfronterizos, y Magíster en Relaciones Internacionales y Estudios Transfronterizos.

### Consulados en Iquique
| - Bolivia (Consulado) - Brasil (Consulado Honorario) - China (Consulado General) - Colombia (Consulado Honorario) - España (Consulado Honorario) - Israel (Consulado Honorario) | - Italia (Consulado Honorario) - Noruega (Consulado Honorario) - Países Bajos (Consulado Honorario) - Paraguay (Consulado) - Perú (Consulado General) - Suecia (Consulado Honorario) - Turquía (Consulado Honorario) |

## Cultura
La influencia de tradiciones se reflejan en la fiesta de La Tirana que ahora se realiza el 16 de julio en el pueblo de la Tirana, en donde a través de la realización de bailes como "la diablada" "los morenos" "los gitanos" "las kullaguadas" "sambos" entre otros que buscan venerar a la Virgen del Carmen.
Cada 10 de agosto, en el pueblo de San Lorenzo de Tarapacá se celebra la fiesta en honor a San Lorenzo igualmente con bailes religiosos.
|                                                                                           |
| Bailarines en la fiesta de La Tirana, principal celebración religiosa del norte de Chile. |

|                                  |
| Festividad de San Lorenzo, 2023. |